# Championnat d'Ukraine de football américain
Le Championnat d'Ukraine de football américain (en anglais : Higher League of FAFU) est une compétition sportive réunissant depuis 1993 l'élite des clubs ukrainiens de football américain.

## Clubs de la saison 2018
En 2018, la compétition, organisée par la National Federation of American Football of Ukrainese en abrégé NFAFU (Національна Федерація Американського Футболу Україниse), se dispute en une phase régulière de type championnat. Les équipes au nombre de 11 sont réparties dans deux groupes (6 et 5 équipes). La saison régulière est suivie d'une phase de wild card, de deux 1/2 finales, le tout se concluant par une finale.
| - Groupe A : - Bila Zerkwa Hawks - Dnipro Spartans - Dnipropetrovsk Rockets - Lviv Lions - Kiev Patriots - Kiev Slavs |  | - Groupe B : - Kharkov Atlantes - Kiev Stallions - Mariupol Dolphins - Mykolaev Vikings - Odessa Storm |

### Anciennes équipes
- Scythian DonNTU ( Donetsk )
- Kiev Bandits
- Kiev Bulldogs
- Kiev Knights
- Odessa Pirates
- Uzhgorod Lumberjacks ou Loggers
- Vinnitsa Wolves

## Palmarès
| Saisons | Champion                    | Adversaire                  | Résultat | Troisième (si championnat sans playoffs) |
| ------- | --------------------------- | --------------------------- | -------- | ---------------------------------------- |
| 1993    | Kharkov Atlanta             | Scythian DonNTU ( Donetsk ) | -        | Kharkiv Cossacks                         |
| 1994    | Scythian DonNTU ( Donetsk ) | Kharkov Atlanta             | -        | Kiev Hawks                               |
| 1995    | Scythian DonNTU ( Donetsk ) | Kharkov Atlanta             | -        | Kiev Detetrusers                         |
| 1996    | Scythian DonNTU ( Donetsk ) | Kiev Detetrusers            | -        | Cherkassky Bars                          |
| 1997    | Scythian DonNTU ( Donetsk ) | Kiev Detetrusers            | -        | Vinnitsa Wolves                          |
| 1998    | Scythian DonNTU ( Donetsk ) | Kharkov Atlanta             | -        | Kiev Detetrusers                         |
| 1999    | Scythian DonNTU ( Donetsk ) | Kharkov Atlanta             | -        | Kiev Cheetahs                            |
| 2000    | Scythian DonNTU ( Donetsk ) | Kiev Slavs                  | -        | Kiev Cheetahs                            |
| 2001    | Scythian DonNTU ( Donetsk ) | Kiev Slavs                  | -        | Uzhgorod Lumberjacks                     |
| 2002    | Scythian DonNTU ( Donetsk ) | Kiev Slavs                  | -        | Uzhgorod Lumberjacks                     |
| 2003    | Scythian DonNTU ( Donetsk ) | Kiev Slavs                  | -        | Uzhgorod Lumberjacks                     |
| 2004    | Kiev Slavs                  | Donetsk Vargas              | -        | n.c.                                     |
| 2005    | n.c.                        | n.c.                        | -        | n.c.                                     |
| 2006    | n.c.                        | n.c.                        | -        | n.c.                                     |
| 2007    | Kiev Slavs                  | n.c.                        | -        | n.c.                                     |
| 2008    | Donetsk Vargas              | Carpathian Bears            | -        | Kiev Slavs                               |
| 2009    | Uzhgorod Lumberjacks        | Minsk Zubras                | 35 - 12  | -                                        |
| 2010    | Scythian DonNTU ( Donetsk ) | Minsk Zubras                | 44 - 8   | -                                        |
| 2011    | Scythian DonNTU ( Donetsk ) | Minsk Zubras                | 20 - 8   | -                                        |
| 2012    | Scythian DonNTU ( Donetsk ) | Kiev Bandits                | 33 - 22  | -                                        |
| 2013    | Kiev Bandits                | Scythian DonNTU ( Donetsk ) | -        | Kharkov Atlantes                         |
| 2014    | Kiev Bandits                | Kharkov Atlanta             | 24 - 0   | -                                        |
| 2015    | Uzhgorod Lumberjacks        | Kiev Bandits                | 34 - 21  | -                                        |
| 2016    | Minsk Zubras                | Kiev Bandits                | 24 - 14  | -                                        |
| 2017    | Uzhgorod Lumberjacks        | Kiev Bandits                | -        | Kiev Bulldogs                            |
| 2018    | Mykolaev Vikings            | Kharkov Atlanta             | ? - ?    | joué le 4 nov. 2018                      |

### Tableau d'honneur
Classement établi en fonction des résultats connus et présents dans le palmarès.
|   | Club                        | Nombre de titres | Dernier titre | Nombre de finales perdues | Dernière défaite en finale |
| - | --------------------------- | ---------------- | ------------- | ------------------------- | -------------------------- |
| 1 | Scythian DonNTU ( Donetsk ) | 13               | 2012          | 2                         | 2013                       |
| 2 | Kiev Bandits                | 2                | 2004          | 4                         | 2017                       |
| 3 | Uzhgorod Lumberjacks        | 3                | 2017          | -                         | -                          |
| 4 | Kharkov Atlanta             | 1                | 1993          | 5                         | 2014                       |
| 5 | Minsk Zubras                | 1                | 2016          | 3                         | 2011                       |
| 6 | Donetsk Vargas              | 1                | 2008          | 1                         | 2004                       |
| 7 | Kiev Slavs                  | 1                | 2007          | -                         | -                          |
| - | Mykolaev Vikings            | 1                | 2018          | -                         | -                          |